# Демографија Бахреина
Званична религија у Бахреину је ислам, и већина становништва је муслиманске вероисповести. Услед великог степена имиграције сезонских радника из немуслиманских земаља, смањен је свеукупан број људи који су муслиманске вероисповести. Према цензусу из 2001. године, 80% становничтва себе види као муслимане, 10% су хришћани, док је осталих 10% припадника различитих религија углавном из јужне Азије.
Не постоји званичан однос шиита и сунита у Бахреину. Незванична истраживања показују да има око 30% сунита и око 70% шиита. Последњи званичан цензус из 1941. године на ову поткатегорију, показао је да има 53% шиита ,,. Становништво углавном у урбаним насељима, и највећи део целокупног становништва живи у и око главног града, Манама, и другом по величини граду, Ал Мухарак. Локално становништво, тј староседеоци, чине 66% и то су Арапи са Арапског полуострва и Арапи из Ирана. Две највеће мањинске групе чине Европљани и Азијати из јужне Азије.
Април 4, 1981 цензус
| Религија            | Мушкарци | Жене    | Укупно  |
| ------------------- | -------- | ------- | ------- |
| Муслимани           | 166,467  | 131,673 | 298,140 |
| Хришћани            | 15,973   | 9,638   | 25,611  |
| Остало              | 22,342   | 4,691   | 27,033  |
| Без иједне религије | 11       | 3       | 14      |
| Укупно              | 204,793  | 146,005 | 350,798 |

## Становништво
698.585
Укључујући 235.108 држављана других држава који су на привременом раду у Бахреину (јул 2006)

### Старосна структура
0-14 година: 27,4% (96,567 мушкараца/94,650 жена)
15-64 година: 69,1% (280,272 мушкараца/202,451 жена)
65 година и више: 3,5% (12,753 мушкараца/11,892 жена) (2006)

### Просек у годинама
Укупно: 29,4 година
Мушкараци: 32,4 године
Жене: 25,8 година (2006)

### Стопа раста становништва
1,45% (2006)

### Годишња стопа рођења
17,8 рођења/1000 (2006)

### Годишња стопа смртности
4,14 смрти/1000 (2006)

### Полни однос
На рођењу: 1,03 мушкараца/жена
Млађих од 15 година: 1,02 мушкараца/жена
15-64 година: 1,38 мушкараца/жена
65 година и више: 1,07 мушкараца/жена
Укупно становништво: 1,26 мушкараца/жена (2006)

### Животни век
Укупно становништво: 74,45 године
Мушкараци: 71,97 годину
Жене: 77 година (2006)

### Плодност
2,6 деце/жену (2006)

### Оболели од ХИВ-а
Стопа међу старијим од 18 година: 0,2% (2001)
Људи заражени ХИВ вирусом и оболели од Сиде: Мање од 600 (2003)
Умрлих: Мање од 200 (2003)

### Националност
Именица: Бахреинци

### Религије
Муслимани (шиити и сунити) 81,2%, хришћани 9%, остало 9,8% (попис из 2001)

### Језици
Арапски.

### Писменост
Дефиниција: 15 година и старије зна да чита и пише
Укупно становништво: 89,1%
мушкараци: 91,9%
Жене: 85% (процена из 2003)